# Зубочистенский сельсовет
Зубочистенский сельсовет — сельское поселение в Переволоцком районе Оренбургской области Российской Федерации.
Административный центр — село Зубочистка Первая.

## История
Статус и границы сельского поселения установлены Законом Оренбургской области от 2 сентября 2004 года № 1424/211-III-ОЗ «О наделении муниципальных образований Оренбургской области статусом муниципального района, городского округа, городского поселения, установлении и изменении границ муниципальных образований».

## Население
| 2010 | 2012 | 2013 | 2014 | 2015 | 2016 | 2017 |
| ---- | ---- | ---- | ---- | ---- | ---- | ---- |
| 858  | ↘854 | ↘846 | ↗848 | ↘844 | ↘823 | ↘798 |
| 2018 | 2019 | 2020 | 2021 |      |      |      |
| ↘773 | ↘758 | ↘740 | ↘714 |      |      |      |

## Состав сельского поселения
| № | Населённый пункт  | Тип населённого пункта       | Население |
| - | ----------------- | ---------------------------- | --------- |
| 1 | Зубочистка Первая | село, административный центр | ↘714      |